# Perkele (musikgrupp)
Perkele är en musikgrupp från Göteborg som startade år 1993 och som spelar Punk/Metal musik. Perkele har lyckats bli ett av Europas ledande band i punkgenren, och har spelat utsålda gig bland annat i Tyskland, Tjeckien, Spanien. Perkele har dessutom en stor skara fans i resten av världen, bland annat i U.S.A, Latinamerika, Singapore och Malaysia.

## Historik
Perkele startades av Ron 1993. Innan Perkele fick sitt namn, startades ett punk/hard core band 1991 i en högstadieskola i östra Göteborg av Ron-Trummor/Sång, Anders-Gitarr, Olof-Bas och Chris-Gitarr med namnet Aids.  Alla medlemmar hade anknytning till olika vänsterorganisationer, vilket även kom att spegla sig i texterna som hade tydliga budskap mot rasism, mot vapenindustrin, mot kapitalism och krig m.m. Perkele tog också tydligt ställning mot droger, dock inte alkohol. Första spelningen tog rum på Kålltorps fritidsgård lucia 1993. Första demon "Nu får det vara nog" spelades även in samma år. 1994 spelades demon "Det växande hatet" in i Mölnlycke, demon genererade en plats på samlingsalbumet "Kackofoni" som gavs ut av Rosa Honung Records och även en intervju i tillhörande magasin. 
Anders hoppade av och Perkele fortsatte nu som trio och Ron påbörjade låtskrivandet för kommande demoinspelning. 1995 spelades "Aktion" in i Kållered av O.C. som hjälpt Perkele med att spela in "Det växande hatet".
Perkele kom också i kontakt med Äggtapes och Records. Två låtar spelades in till samlingsalbumet Äggröran 1 "Mellan Fingrarna" och "Fan Heller", första inspelade versionen av "Fan Heller" fanns med på första Perkele demon "Nu får det vara nog".
1997 kom Ron i Perkele i kontakt med Renzo Aneröd. Renzo hade planer på att försöka få i gång en ny alternativ musikrörelse. En del i rörelsen var utgivningen av ett samlingsalbum "100% Adrenalin" där Perkele medverkade med låten "Paradiset".
1997 valde Olof att lämna Perkele och ersattes av Chris. Hösten 1998 spelades det själv-utgivna albumet "Från Flykt till kamp" in i Rivertone Studios av Daniel Veres. Nu hade också nya influenser tillkommit i Perkele, en ska-låt spelades in (En underbar dag) med Poxy(USCBA) på trombon.
Efter "Från flykt till kamp" spelade Perkele in sex låtar på engelska. "Demon" skickades till flera skivbolag i USA och Europa. Ett bolag som nappade var Bronco Bullfrog som hade sin bas på Ibiza. Samarbetet med Bronco Bullfrog resulterade i en medverkan på samlingsalbumet "Sonidos De La Calle" och senare första fullängdsalbumet "Voice of anger" som gavs ut 2001. På "Voice of anger" spelades några av bandets mest betydande låtar in "My home" och "Visitors" som än idag återkommer i Perkeles liveset.

## Gruppmedlemmar
- Ron - gitarr och sång
- Chris - bas och sång
- Jouni Haapala - trummor

## Tidigare gruppmedlemmar
- Anders - gitarr
- Olof - bas
- Jonsson - trummor
- John-trummor

## Diskografi
- Det Växande Hatet (1994)
- Nu Får Det Vara Nog! (1998)
- Fran Flykt Till Kamp (1998)
- Voice Of Anger (2001)
- No Shame (2002)
- Days of Punk (2003)
- Göteborg (2003)
- Stories From The Past (2003)
- Confront (2005)
- Sound of the Streets (2006)
- Songs For You (2007)
- Längtan (2008)
- Always Coming Back (2010)
- Forever (2010)
- Punk Rock Army (2010)
- He Loves Violence (2013)
- A Way Out (2013)
- Best From The Past (2016)
- One Day (2019)
- Leaders of Tomorrow (2019)

### DVD
- Oi! The meeting Bandworm Records (2005)
- Sound of the streets Tiger Heroes Records (2006)
- Perkele - Live & Proud Spririt of the street (2012)